# دومینا
دومینا یک مجموعه تلویزیونی درام تاریخی بریتانیایی-ایتالیایی است که به تهیه‌کنندگی و نویسندگی سیمون برک برای آتلانتیک (ایتالیا) و اسکای آتلانتیک (بریتانیا) ساخته و نوشته شده‌است. دومینا با بازی کاسیا اسموتنیاک در نقش لیویا دروسیلا، نبرد قدرت روم باستان را از دیدگاه زنانه بررسی می‌کند. این سریال برای نخستین بار در ۱۴ مه ۲۰۲۱ پخش شد.

## داستان
این سریال زندگی و ظهور لیویا دروسیلا، همسر قدرتمند امپراتور روم آگوستوس را به تصویر می‌کشد. اولین ملکه روم، لیویا دروسیلا، از قدیم به عنوان یک شرور قاتل معرفی شده است. اما دیزی دان به عنوان یک درام تلویزیونی جدید، سعی می کند واقعیت را از داستان جدا کند.
آنچه که تفاسیر جدیدی مانند دومینا قدرت انجام آن را دارد این است که دخالت لیویا در امور عمومی را به عنوان مدرکی دال بر هوش و مشارکت سیاسی مشتاق او در نظر بگیرد.

## بازیگران

### اصلی
- کاسیا اسموتنیاک به عنوان لیویا دروسیلا
  - نادیا پارکز به عنوان لیویای کودک (سری اول)
  - میدو نوبرگا در نقش لیویای کوچک (تکرارکننده، سری اول)
- متیو مک‌نالتی به عنوان آگوستوس
  - تام گلین-کارنی در نقش گیوس جوان (سری اول)
- بن بات به عنوان مارکوس ویپسانیوس آگریپا
  - الیور هانتینگدون در نقش آگریپا جوان (سری اول)
- کریستین باتملی به عنوان اسکریبونیا (همسر آگوستوس)
  - بیلی اسپالدینگ در نقش جوان اسکریبونیا (سری اول)
- کولت دلال چانچو در نقش آنتیگونه (سری اول)
  - ملودی واکیوامینا در نقش آنتیگون جوان (سری اول)
  - آنل اولالی در نقش آنتیگونه کوچک (مهمان، سری اول)
- کلر فورلانی به عنوان اکتاویای کوچک
  - الکساندرا مولونی در نقش اکتاویای جوان (سری اول)
- انزو چیلنتی به عنوان تیبریوس کلودیوس نرون (سری اول)
- پیتر کمپیون (بازیگر) به عنوان مارکوس لیویوس دروس لیبو (سری اول)
- درل دسیلوا به عنوان گنائوس کالپورنیوس پیسو
- تام فوربز در نقش سکستوس پومپه (سری اول)
- لیام گریگان به عنوان مارک آنتونی (سری اول)
- لیام کانینگهام به عنوان مارکوس لیویوس دروسوس کلودیانوس (سری اول)
- الکس لانیپکون به عنوان تیکو
- ایزابلا روسلینی در نقش بالبینا (ویژه، سری اول)
- فین بنت به عنوان مارسلوس (خواهرزاده آگوستوس) (سری اول)
- یوسف کرکور به عنوان گایوس مایسیناس (سری اول)
  - مرچ هوسی در نقش مایسنای جوان (مهمان، سری اول)
- لیا اوپری به عنوان ژولیای بزرگ
- دیوید آوری به عنوان لوسیوس دومیتیوس آهنوباربوس (سری دوم)
- بنجامین آیزاک در نقش تیبریوس (سری دوم)
  - ارل کیو در نقش تیبریوس جوان (سری اول)
- جوئل به عنوان ویپسانیا آگریپینا (سری دوم)
- الکساندرا موئن به عنوان باکره‌های وستال (سری دوم)

### مکرر
- کوین لتیری در نقش وینیوس (سری اول)
- نایکه آنا سیلیپو در نقش پریما (سری اول)
- رولاند لیتریکو در نقش تلوس (سری اول)
- لکس شراپنل به عنوان مارکوس لیسینیوس کراسوس (کنسول ۳۰ پیش از میلاد) (سری اول)
- آنتونی بارکلی در نقش مارکوس والریوس مسالا کوروینوس (سری اول)
- سالواتوره پالمبی در نقش مورنا (سری اول)
- یوان هوراکس در نقش نرو کلودیوس دروسوس
- الیور دنچ (سری اول) و جوزف اولمن به عنوان ژولیوس آنتونیوس
- آلیس لاوسون به عنوان کلودیا مارسلا میجر
- کلودیا استچر در نقش فورتوناتا (سری اول)
- پدرو لئاندرو در نقش آپریو (سری اول)
- یولیا سوبول در نقش جمینا (سری دوم)
- میا جنکینز در نقش اورس (سری دوم)
- هانا چین در نقش آنتونیای بزرگ (سری دوم)
  - اما کنینگ در نقش یانگ آنتونیا میجر (سری اول)
- ایزابل کانولی در نقش آنتونیای کوچک «آنتونینا» (سری دوم)
  - بو گاددون در نقش آنتونیا مینور جوان (سری اول)
- اتان مورهاوس در نقش ویستیلیوس (سری دوم)
- الیوت بارنز-ورل به عنوان Vilbia (series 2)
- ناتان ولش در نقش موسکا (سری دوم)
- لیلیت لسر در نقش اورلیا (سری دوم)

### میهمانان
- آلانا بودن در نقش پوریکا

#### سری اول
- آدلمو فابوس در نقش آرچیاس
- دانیل کالتاگیرونه در نقش مارکوس امیلیوس لپیدوس
- برایان مک‌کاردی به عنوان سیسرون
- ملیسا دی سیانی در نقش Publilia
- سرجیوس باسیل در نقش سالاسوس
- جرارد موناکو در نقش داسیوس
- امیلی بیوان به عنوان هرنیا
- گرگ هیکس به عنوان آسپرناس
- آنتونی کاف در نقش سابینوس
- جودیتا نیکولی در نقش آلفیدیا
- نوولتا لوکارلی در نقش هیلاریکا
- مارتینا گالتا در نقش اورسولا
- اتوره مارانی در نقش موسی
- فیلیپ آردیتی در نقش پریموس
- دولورس کاربوناری در نقش والریا

#### سری دوم
- الساندرو اپیفانی در نقش آراتوس
- ادموند وایزمن در نقش سیکولوس
- ادوارد فرانکلین در نقش الوا
- فابریزیو رومانیولی در نقش استرابو
- گرگ دنی هومان در نقش بالومار
- الکس والتون به عنوان یک فرانسوی

## بن‌مايه
- همکاری‌کنندگان ویکی‌پدیا، «Domina»، ویکی‌پدیای انگلیسی، دانشنامهٔ آزاد (بازیابی ۷ خرداد ۱۴۰۲)

1. ↑  Dunn, Daisy (2021-05-07). "The truth behind Ancient Rome's most controversial woman". BBC Culture (به انگلیسی). Retrieved 2023-08-16.‏